# Alchemilla resupinata
Alchemilla resupinata é uma espécie de rosácea do gênero Alchemilla, pertencente à família Rosaceae.